# 红萼藤黄
红萼藤黄（学名：Garcinia rubrisepala）是金丝桃科藤黄属的植物，为中国的特有植物。分布于中国大陆的云南等地，生长于海拔340米的地区，多生于潮湿的杂木林中，目前尚未由人工引种栽培。
可能为Garcinia lanceifolia的同物异名。